# Cubana
Cubana de Aviación S.A., kurz Cubana, ist eine staatliche Fluggesellschaft Kubas mit Sitz in Havanna und Basis auf dem Aeropuerto Internacional José Martí.

## Geschichte

### Gründung und erste Jahre
Cubana wurde am 8. Oktober 1929 als Compañía Cubana Nacional de Aviación Curtiss gegründet und zeigte damit die Verbindung mit dem Flugzeughersteller Curtiss. Der Flugbetrieb wurde 1930 aufgenommen. Als 1932 die US-amerikanische Fluggesellschaft Pan Am Cubana aufkaufte, wurde der Zusatz Curtiss gestrichen. Im Jahr 1944 wurde der Name der Fluggesellschaft in Compañía Cubana de Aviación geändert.
Im Jahr 1945 wurde der größere Teil der Fluggesellschaft an kubanische Investoren verkauft, Pan Am behielt 42 %. Die erste internationale Flugverbindung nach Miami wurde 1946 mit Flugzeugen vom Typ Douglas DC-3 aufgenommen. Die Route nach Miami wurde wegen ihrer politischen und ökonomischen Bedeutung später ein wichtiger Teil der Geschichte der Cubana. Im Juni 1948 wurde die erste transatlantische Verbindung von Havanna nach Madrid in Betrieb genommen. 1953 konnte man den ersten Linienflug nach Mexiko-Stadt feiern. Im Jahr 1954 ging die Fluggesellschaft vollständig in kubanischen Besitz über. Bis 1959 wurden in Kooperation mit Pan Am täglich 19 Flüge zwischen Havanna und Miami sowie New York durchgeführt.

### Entwicklung nach der kubanischen Revolution

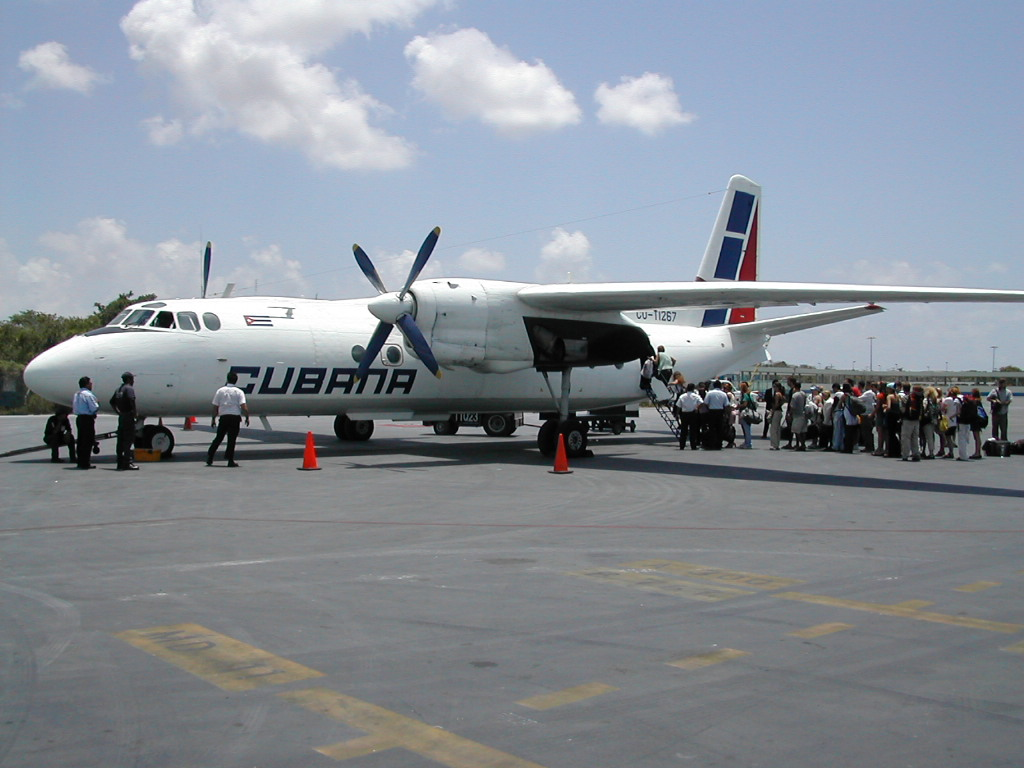
Antonow An-24 der Cubana

Nach der Kubanischen Revolution wurde die Fluggesellschaft verstaatlicht und der Name in Empresa Consolidada Cubana de Aviación geändert. Allgemein wurde sie jedoch von nun an einfach als Cubana bezeichnet. Durch das von den USA gegen Kuba verhängte Handelsembargo wurden alle Routen in die Vereinigten Staaten einschließlich der nach Miami eingestellt. Das Hauptpassagieraufkommen durch US-Touristen brach ersatzlos weg. Cubana verzeichnete empfindliche Einbußen im Passagieraufkommen auf den internationalen Strecken. Während im Jahr 1959 noch 155.802 Passagiere auf Flügen außerhalb Kubas gezählt werden konnten, sank die Zahl im Jahr 1962 auf den Tiefststand von 13.555 beförderten Fluggästen. Gleichzeitig stieg aber ab 1960 das Passagieraufkommen auf den inländischen Strecken stetig an und vervierfachte sich auf 405.762 Fluggäste bis zum Jahr 1965. Insgesamt konnte die Auslastung der Flüge von 50,9 Prozent vor der Revolution auf über 73 Prozent im Jahr 1964 gesteigert werden, nachdem sie vier Jahre zuvor auf einen Tiefststand von nur 46,2 Prozent gesunken war.
Das US-Embargo verhinderte nicht nur den Kauf nordamerikanischer Flugzeuge, sondern erschwerte auch die Beschaffung von Ersatzteilen für die bereits vorhandenen westlichen Flugzeugtypen, so dass Flugzeuge aus der Sowjetunion beschafft werden mussten. Ebenfalls politische Gründe verhinderten 1964 den Kauf von Maschinen des Typs Vickers VC-10 der British Aircraft Corporation.
Kurz nach Beginn des Embargos wurden zunächst Iljuschin Il-14 bezogen, kurze Zeit später Antonow An-12 und Antonow An-24. Nach der Lieferung von Iljuschin Il-62 1974 konnte Cubana Transatlantikflüge nach Madrid Barajas aufnehmen.
Im Mai 1975 bot das inländische Streckennetz der Fluggesellschaft Flüge nach Nueva Gerona, Santa Clara, Camagüey, Santiago de Cuba, Cienfuegos und Holguín. Diese Strecken wurden von Antonow An-24 sowie Iljuschin Il-18 zum Teil mehrmals täglich bedient. International konnten im selben Jahr Flüge nach Prag, Madrid, Port of Spain, Mexiko-Stadt, Georgetown und Kingston jeweils einmal pro Woche sowie Berlin-Schönefeld alle 14 Tage mit Iljuschin Il-62 durchgeführt werden.
In den 1980ern wartete Cubana wie andere Fluggesellschaften auf eine Aufhebung des US-Embargos, um die lukrative Strecke Havanna – Miami wieder bedienen zu können. Dies geschah jedoch bis heute nicht. 1983 wurde Cubana die Nutzung des US-Luftraumes für Flüge nach Kanada untersagt. Begründet wurde dies mit zwei nahen Überflügen von Militäreinrichtungen durch Cubana-Maschinen an zwei aufeinander folgenden Tagen. Erst 1998 wurden die Überflugrechte nach einem bilateralen Abkommen wieder gewährt.

### Nach dem Zusammenbruch der Sowjetunion

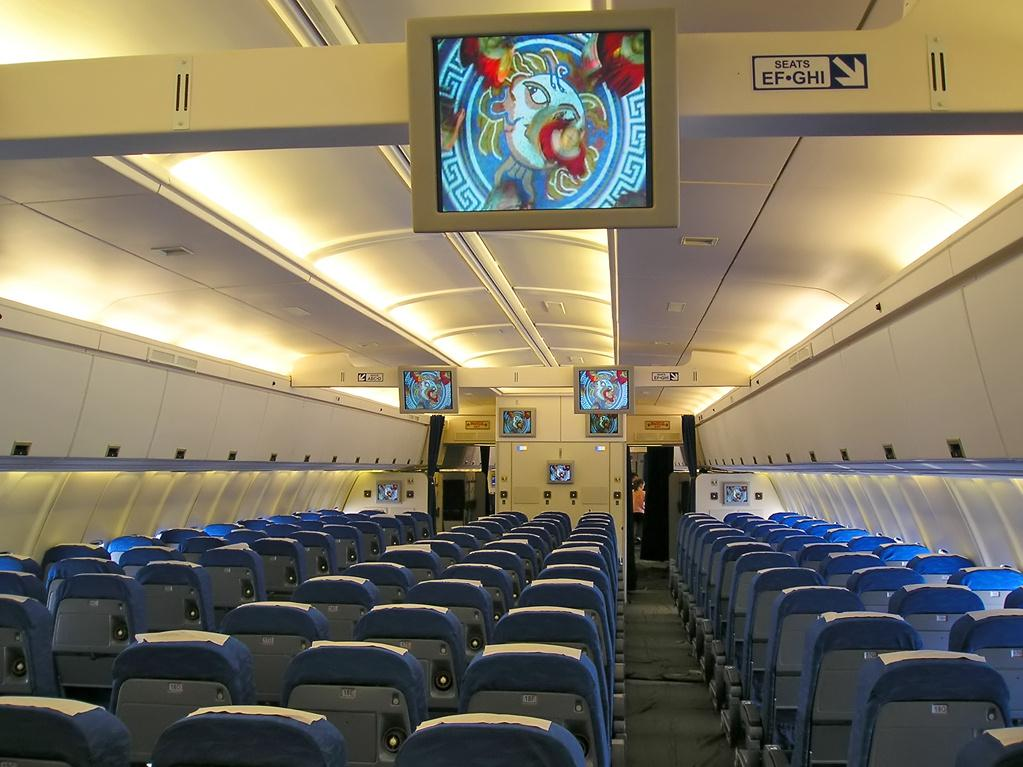
Economy-Klasse einer Iljuschin Il-96-300 der Cubana

Nach dem Zusammenbruch der Sowjetunion konnte Cubana Flugzeuge auf dem Weltmarkt kaufen, jedoch keine, in denen Teile aus US-amerikanischer Produktion verwendet wurden. Es wurde Ausrüstung des Airbus A320 gekauft und eine McDonnell Douglas DC-10 der französischen AOM geleast. Dieses Flugzeug wurde am 21. Dezember 1999 bei einem Unfall in Guatemala-Stadt zerstört. Cubana erwarb auch eine Fokker F-27 um seine Flotte zu verstärken. Da ein Teil der alten sowjetischen Flugzeuge das Ende ihrer Lebensdauer erreichte und Ersatzteile schwer zu beschaffen waren, gab es in den 1990er Jahren eine Reihe tödlicher Unfälle.

### Modernisierung ab 2000

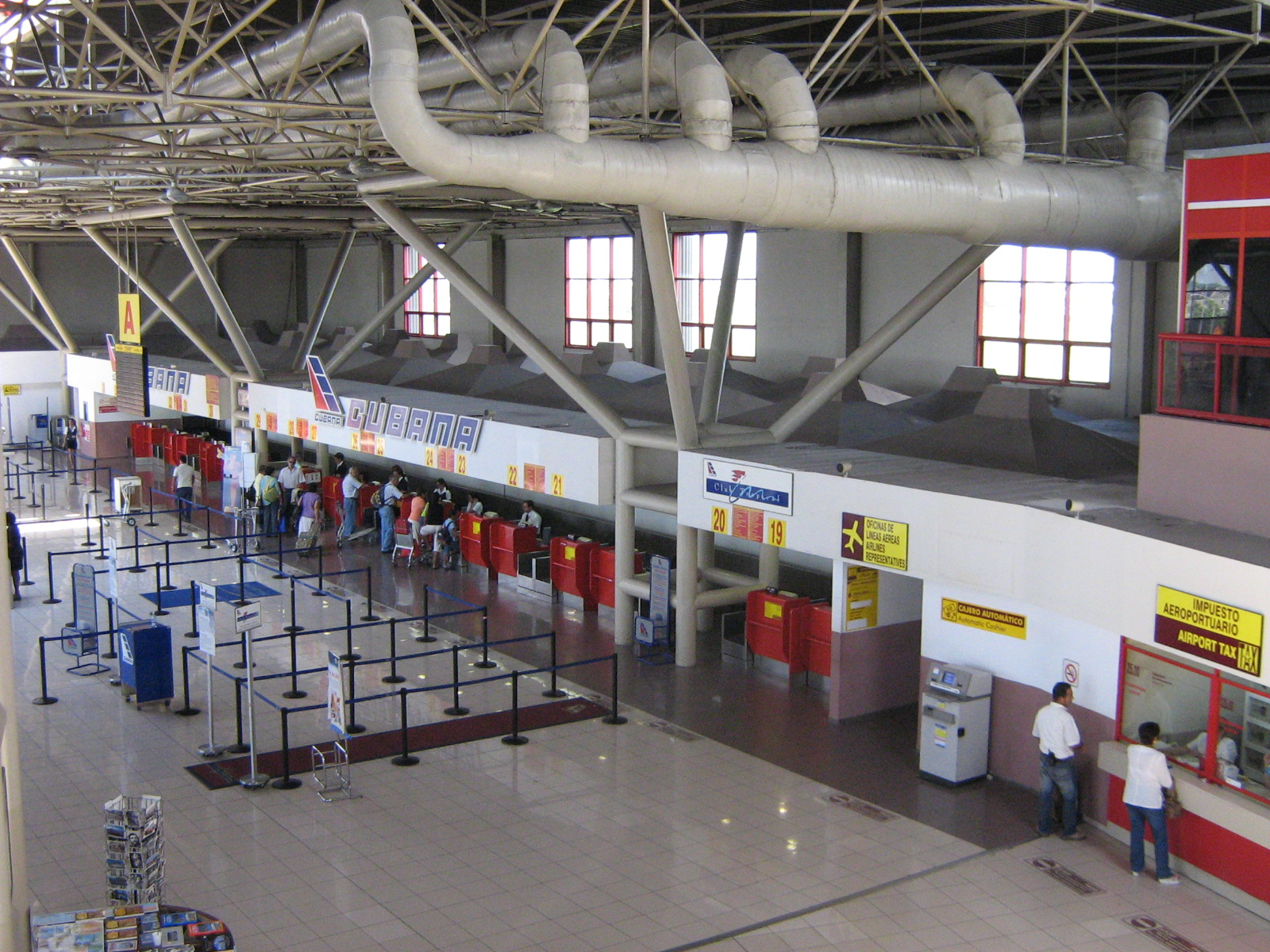
Check-in-Schalter der Cubana auf dem Aeropuerto Internacional José Martí

Mit der Verbesserung der wirtschaftlichen Lage in Kuba ab 2000 wurde die Wartung der Flotte verbessert und es konnten drei neue Flugzeuge des Typs Tupolew Tu-204 gekauft werden, wobei eine Maschine als Frachtversion bestellt wurde. Zusätzlich wurden 2005 zwei Maschinen des russischen Langstreckenflugzeugs Iljuschin Il-96-300 erworben. Einen regelmäßigen Einsatz finden diese Flugzeuge unter anderem auf der Strecke Havanna – Madrid. Ein Liefervertrag für zwei weitere Flugzeuge dieses Typs war zu diesem Zeitpunkt schon unterzeichnet, auch vor dem Hintergrund, dass diese Flugzeuge regelmäßig auch für Staatsanlässe zum Einsatz kommen.
Seit 2002 fliegen Flugzeuge des Typs ATR-42/72 der Aerocaribbean auf Zubringerflügen der Cubana. Das erste Flugzeug flog schon bei der Auslieferung in den Farben der Cubana, da es für VIP-Flüge eingesetzt wird. Im Frühjahr 2006 flog eine Boeing 737 der spanischen Hola Airlines für Cubana und im Spätsommer eine Boeing 757 derselben Gesellschaft.
Nachdem bereits 2006 ein A320-200 von TACA geleast wurde, ergänzte Ende September 2007 ein erneut geleaster Airbus A320-200 die Flotte der Cubana. Weitere Flugzeuge von verschiedenen Fluggesellschaften Mittelamerikas wurden für den Einsatz auf Inlandsstrecken ausgeliehen, so im Jahr 2007 eine Boeing 737-200 Advanced (Luftfahrzeugkennzeichen V287T) der Venezolana und im Sommer 2009 ein Flugzeug gleichen Typs der mexikanischen Airline Global Air (Luftfahrzeugkennzeichen XA-UHY).
Zwischen April und August 2013 wurden drei neue Maschinen vom Typ Antonow An-158 für Inlandsflüge in den Dienst gestellt. Drei weitere folgten 2014. Dabei wurden die An-158 von der Ukraine gekauft, aber ein Vertrag für die Ersatzteile mit Russland abgeschlossen, so dass mit den Konflikt zwischen den beiden Ländern die sechs An-158 praktisch seit 2017 nicht mehr betrieben werden können.
Im Jahr 2015 fusionierte Cubana mit der ebenfalls staatlich-kubanischen Airline Aerocaribbean.

### Flugverkehr während der Wirtschaftskrise in den 2020er Jahren
Kuba befindet sich seit Jahren in einer anhaltenden Wirtschaftskrise, akzentuiert durch die COVID-19-Pandemie, welche den wichtigen Touristensektor des Landes und damit Cubana neben den Sanktionen zusätzlich traf. Theoretisch besitzt die Fluggesellschaft 15 Flugzeuge, von denen aber im Sommer 2023 gerade zwei flugbereit waren. Der innerkubanische Flugverkehr wurde, auch wegen chronischen Treibstoffmangels, stark zusammengestrichen. Während vor der Krise Strecken von Havanna nach Santiago oder Holguín mehrmals täglich bedient wurden, steht Santiago derzeit, Stand 2024, nur noch einmal wöchentlich sowie Holguín und andere Flugziele gar nicht mehr auf dem Programm.
Im August 2021 wurde Cubana von der IATA wegen Gefahr eines Grounding durch Insolvenz aus ihrem Abrechnungssystem  BSP für den spanischen Markt ausgeschlossen. Cubana wies die erhobenen Vorwürfe jedoch zurück und erhob den Vorwurf, die IATA würde stattdessen das US-Embargo gegen Kuba durchsetzen. Zu diesem Zeitpunkt hatte Cubana nur noch eine ATR 42 und eine IL-96 im Einsatz. Eine weitere IL-96 blieb in den Wochen zuvor am Boden. Verhandlungen mit der mexikanischen Billigfluglinie Interjet über den Kauf von Suchoi Superjet 100 verliefen offenbar im Sande.
Für sämtliche internationalen Flüge ist die Gesellschaft auf Wet-Lease-Partner angewiesen. Am 18. September 2023 kam nach mehr als vier Jahren eine Tu-204 zurück zur Cubana, womit die Gesellschaft wieder selber ein Strahlflugzeug betreiben kann. Nun sollen ihre zwei Il-96-300 mittelfristig wieder den Betrieb aufnehmen. Die erste, das Flugzeug mit dem Luftfahrzeugkennzeichen CU-T1250, kehrte Ende 2023 nach 16 Monaten Wartung in Moskau wieder in die Flotte der Cubana zurück. Sie wird jedoch nur noch sporadisch eingesetzt. Im Mai 2025 diente sie als Präsidentenmaschine, um Staatschef Miguel Díaz-Canel samt Entourage zum Tag des Sieges nach Russland zu bringen.
Im Mai 2024 gab die Fluggesellschaft bekannt, nach 39 Jahren die Fluglinie nach Buenos Aires einzustellen. Zuletzt wurde die Route mit einer eigenen IL-96 bedient, bis die argentinische Ölgesellschaft YPF im März desselben Jahres mitteilte, keine Cubana-Flugzeuge mehr betanken zu wollen. Die Cubana wich daraufhin kurzfristig auf ihren spanischen Wet-Lease-Partner Plus Ultra aus und bediente die Strecke mit einer A 340. Doch auch damit war zwei Monate später Schluss. Das kubanische Außenministerium erklärte, dass diese Entscheidung „willkürlich“ und „ein klarer Beweis nicht nur für die Anwendung der völkermörderischen Blockade der USA gegen Kuba“ sei,  sowie „dass sie gegen die Regeln des internationalen Handels verstößt“. Offenbar war die Route aber sowieso defizitär, denn auch die Aerolíneas Argentinas stellte im März 2024 aus eben diesem Grund die Flüge nach Kuba ein.
Im Juni 2024 wurde der Flugverkehr zwischen der kubanischen Hauptstadt und Panama wieder aufgenommen.

## Flugziele
Nach dem Unfall auf dem Cubana-Flug 972 am 18. Mai 2018 reduzierte die Cubana bis auf Weiteres den Umfang ihres nationalen Flugbetriebs. Stand März 2025 besteht Flugbetrieb mit einer Frequenz von ein bis zwei Flügen pro Woche mit Camagüey, Nueva Gerona, Holguín und Santiago de Cuba.
Für internationale Verbindungen steht derzeit lediglich eine Iljuschin Il-96 zur Verfügung, die aber aktuell nicht zum Einsatz kommt. Über einen Wet-Lease-Vertrag mit der spanischen Fluggesellschaft Plus Ultra bietet die Cubana Flüge nach Spanien (Madrid–Santiago de Cuba) und ab November 2025 auch nach Deutschland (Frankfurt–Havanna bzw. Frankfurt–Holguín–Havanna) an.

## Flotte

### Aktuelle Flotte

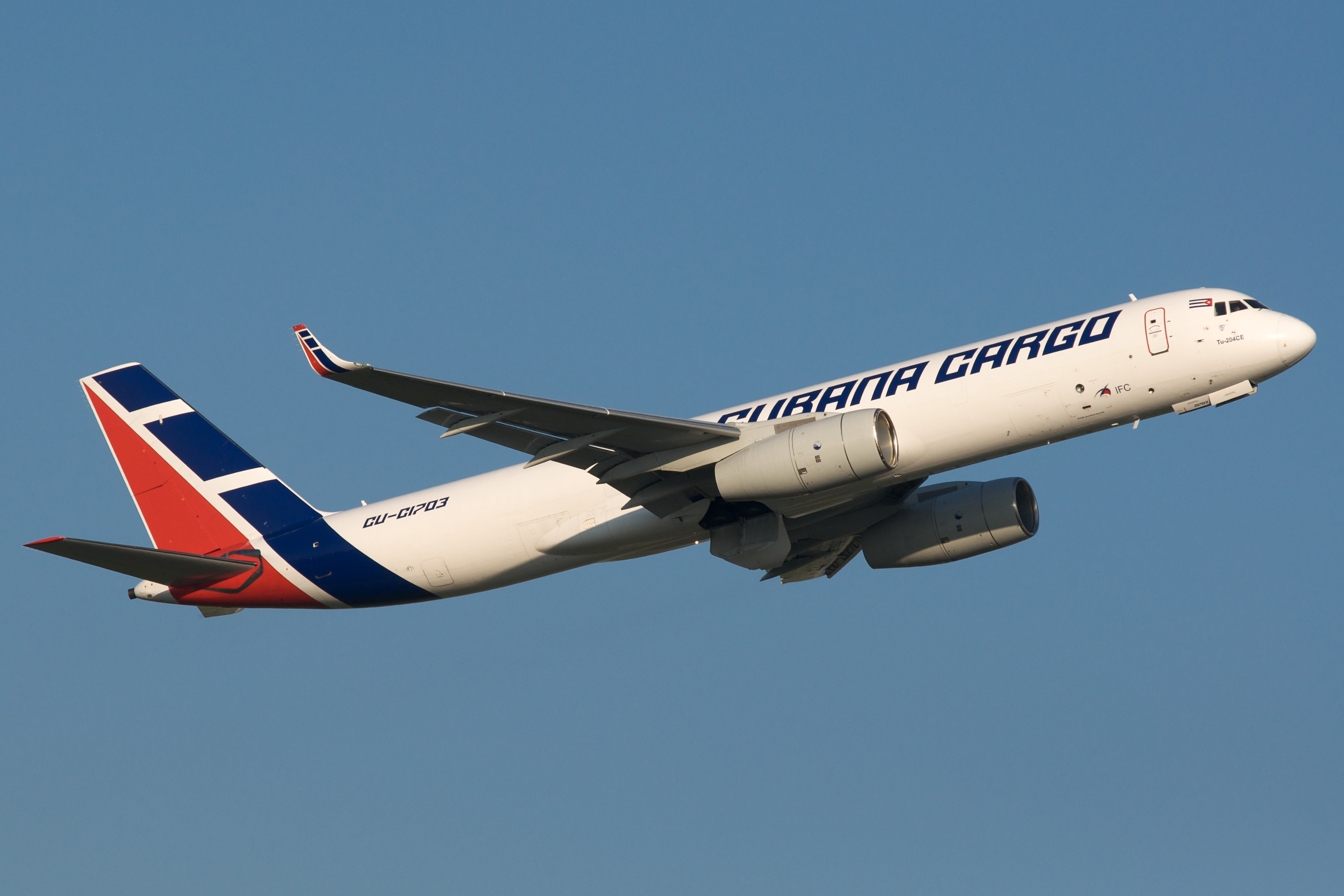
Tupolew Tu-204-100C der Cubana Cargo

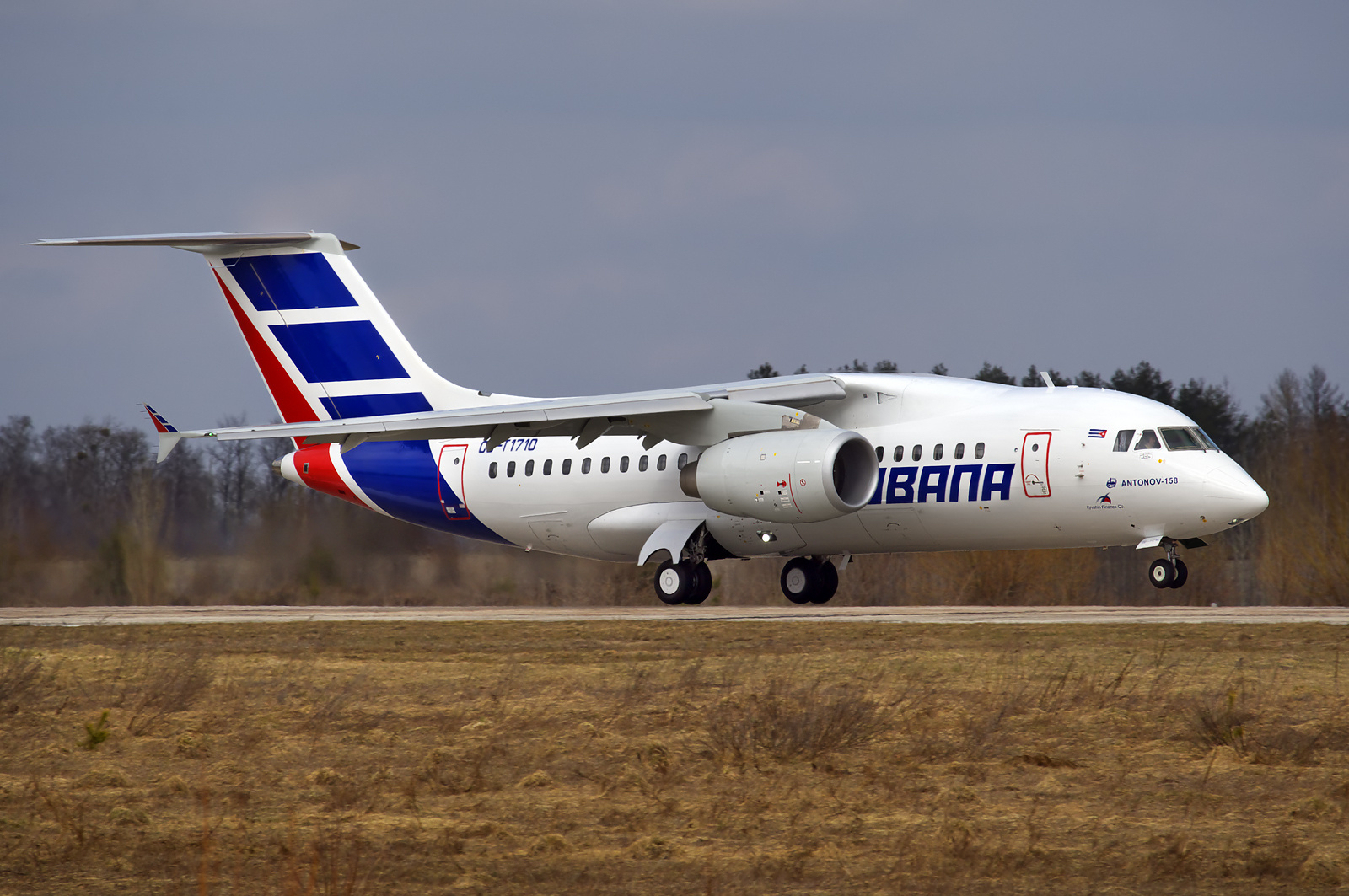
Antonow An-158 der Cubana

Mit Stand Juni 2023 besteht die Flotte der Cubana aus 14 Flugzeugen mit einem Durchschnittsalter von 14 Jahren:
| Flugzeugtyp         | Anzahl | bestellt | Anmerkungen | Sitzplätze (Business/Economy) |
| ------------------- | ------ | -------- | --- | ----------------------------- |
| Antonow An-158      | 06     |          | alle inaktiv; 3 geleast von Iljushin Finance Company, Cubana ist der einzige Kunde des Flugzeugtyps Antonow An-158                                                                            | 100 (-/100)                   |
| ATR 72-500          | 01     |          | geleast von Solenta Aviation | 70                            |
| Iljuschin Il-96-300 | 04     |          | drei inaktiv; Cubana ist die weltweit letzte Fluggesellschaft, welche die Il-96 als kommerzielles Passagierflugzeug einsetzt, sowie der einzige nicht-russische Betreiber dieses Flugzeugtyps | 262 (18/244)                  |
| Tupolew 204-100     | 02     |          | eine inaktiv; geleast von Iljushin Finance Company | 224 (12/212)                  |
| Tupolew 204-100C    | 01     |          | inaktiv; Frachtflugzeuge der Cubana Cargo; geleast von Iljushin Finance Company | –                             |
| Gesamt              | 14     |          | |                               |

### Ehemalige Flugzeugtypen
Zwei Embraer Bandeirante flogen für Cubana unter anderem Flüge nach Cayo Largo. Ab 24. März 1994 waren insgesamt sechs Fokker F-27 im Einsatz, von denen drei bis 2001 vorhanden waren.

## Zwischenfälle
- Am 10. Dezember 1934 kollidierte eine Ford 4-AT-E Trimotor der Cubana (Luftfahrzeugkennzeichen NM-7) nahe Palma Soriano bei schlechtem Wetter mit einem Berg. Das Flugzeug befand sich auf dem Weg von Havanna nach Santiago de Cuba. Von den acht Insassen kamen vier ums Leben, zwei Crewmitglieder und zwei Passagiere.[27]

- Am 25. April 1951 kollidierte eine Douglas DC-4 der Cubana (CU-T188) in der Nähe von Key West, Florida, mit einer Beechcraft 18 Kansan der US Navy (Bu 39939). Alle 39 Insassen der DC-4 sowie die 4 Insassen der Beechcraft kamen ums Leben.[28]

- Am 6. Dezember 1952 stürzte eine Douglas DC-4 der Cubana (CU-T397) gut 4 Kilometer nach dem Start vom Flughafen Kindley Field, Bermuda, ins Meer. Das Flugzeug hatte auf dem Weg von Madrid nach Havanna auf Bermuda einen Zwischenstopp zur Betankung eingelegt. Von den 41 Menschen an Bord starben 37. Lediglich drei Passagiere sowie ein Besatzungsmitglied überlebten den Unfall.[29]

- Am 17. Mai 1954 brach an einer Curtiss C-46A-55-CK Commando der Cubana de Aviación (CU-C556) bei der Landung auf dem Flugplatz Havanna-Rancho Boyeros (Kuba) das Hauptfahrwerk zusammen. Dabei wurde das Flugzeug irreparabel beschädigt. Alle Insassen überlebten den Unfall.[30]

- Am 1. November 1958 wurde eine Vickers Viscount 755D der Cubana (CU-T603) auf der Strecke von Miami über Varadero nach Havanna von kubanischen Rebellen entführt. Die Entführer wollten in der Sierra Cristal im Osten Kubas landen, um Waffen an von Raúl Castro kommandierte Rebellen zu liefern. Bei Einbruch der Nacht ging dem Flugzeug der Treibstoff aus und die Piloten versuchten eine Notlandung in der Nähe der Zuckerfabrik Preston. Die Maschine landete jedoch im Meer und brach auseinander. Dabei wurden 13 der 16 Passagiere und alle 4 Besatzungsmitglieder getötet.[31][32][33]

- Am 29. Oktober 1960 wurde eine Douglas DC-3 der Cubana auf dem Flug 905 entführt. Zehn Minuten nach dem Start vom Flughafen José Martí sprang der Kopilot auf, griff den Air Marshal an und zwang den Kapitän mit vorgehaltener Waffe in Richtung Key West (Vereinigte Staaten) zu fliegen. Eine Schießerei brach aus und der Air Marshal wurde getötet. Insgesamt neun Personen waren an der Entführung beteiligt und beantragten politisches Asyl in den Vereinigten Staaten. Zwei unbeteiligte Passagiere schlossen sich dem Antrag an.[34]

- Am 8. Dezember 1960 wurde ein Flugzeug der Cubana von fünf Kubanern entführt, die in die Vereinigten Staaten fliehen wollten. Eine Schießerei brach aus und eine Person wurde tödlich verletzt. Die Besatzung führte im Anschluss eine Bruchlandung nahe Cienfuegos durch. Hierbei starben keine weiteren Insassen.[35]

- Am 9. August 1961 wurde eine Curtiss C-46 Commando der Cubana fünf Minuten nach dem Start Flughafen José Martí von fünf Personen entführt. Die Entführer versuchten Zugang zum Cockpit zu erlangen, zwei Wachen versuchten dies zu verhindern und eine Schießerei brach aus. In dieser wurde der Kapitän, eine der Wachen und ein Entführer getötet. Die Kopilot führte im Anschluss eine Notlandung auf einem Zuckerrohrfeld durch. Die restlichen Insassen überlebten die Landung, die überlebenden Entführer flohen.[36]

- Am 27. März 1962 stürzte eine Iljuschin Il-14 der Cubana (CU-T819) kurz nach dem Start vom Flughafen Santiago de Cuba ins Meer. Alle 22 Insassen starben.[37]

- Am 19. Juni 1965 wurde eine Iljuschin Il-14P der Cubana (CU-T824) nahe Jaruco versehentlich von einer kubanischen Rakete abgeschossen. Alle fünf Insassen starben.[38]

- Am 27. März 1966 wurde eine Iljuschin Il-18B der Cubana (CU-T831) entführt. Der Flugingenieur erschoss den Flugsicherheitsbegleiter und zwang die Besatzung nach Florida zu fliegen. Der Kapitän flog das Flugzeug stattdessen nach Havanna. Als dies der Entführer bemerkte, erschoss er den Kapitän und versuchte die Maschine selbst zu starten. Der Kopilot verhinderte dies, woraufhin der Entführer auf das Rollfeld sprang und floh. Er wurde einige Tage später gefasst. Die restlichen Insassen überlebten.[39]

- Am 10. Juli 1966 musste eine Iljuschin Il-18V der Cubana (CU-T830) nahe Cienfuegos aufgrund technischer Probleme notlanden. Von den 93 Insassen kamen zwei ums Leben.[40]

- Am 9. Februar 1967 stürzte eine Antonow An-12A der Cubana (CU-T827) im Landeanflug auf den Flughafen Mexiko-Stadt (Mexiko) bei schlechtem Wetter ab. Alle zehn Insassen starben.[41]

- Am 11. Juli 1971 versuchten zwei Personen ein Flugzeug der Cubana auf dem Flug 740 zu entführen. Bei einem Kampf explodierte eine Handgranate, die einen Passagier tötete. Im Anschluss kehrte das Flugzeug nach Havanna zurück, die restlichen Insassen überlebten.[42]

- Am 14. Mai 1973 stürzte eine Antonow An-24V der Cubana (CU-T876) auf dem Flug 707 im Landeanflug auf den Flughafen José Martí bei schlechtem Wetter ab. Als Absturzursachen wurden Fehler seitens des Kapitäns und das Nutzen nicht-standardisierter Phraseologie des Kopiloten genannt. Von den 48 Insassen kamen drei ums Leben.[43]

- Am 18. März 1976 kollidierten eine Antonow An-24V der Cubana (CU-T879) mit einer von der Air Canada geleasten Douglas DC-8-43 der Cubana (CU-T1200) nahe Havanna in der Luft. Alle fünf Insassen der Antonow kamen ums Leben, die Douglas konnte sicher landen.[44][45]

- Am 6. Oktober 1976 wurde eine von Barbados gestartete Douglas DC-8-43 der Cubana (CU-T1201) durch einen Terroranschlag auf dem Weg nach Kuba zerstört. Von Mitgliedern einer CIA-nahen Terrororganisation des Exilkubaners Luis Posada Carriles waren zwei Bomben an Bord gebracht worden. Die Zündung erfolgte so, dass die Maschine acht Kilometer westlich des Startflughafens ins Meer stürzte. Alle 73 Insassen, 48 Passagiere und 25 Besatzungsmitglieder, wurden getötet, darunter 24 Mitglieder der kubanischen Fechtmannschaft, die gerade alle Goldmedaillen in der zentralamerikanischen und karibischen Meisterschaft gewonnen hatte. Posada Carriles starb 2018 im Alter von 90 Jahren in den USA, ohne dass dort wegen der Tat je Anklage gegen ihn erhoben wurde (siehe auch Cubana-Flug 455).[46]

- Am 3. Februar 1980 stürzte eine Jakowlew Jak-40 der Cubana (CU-T1219) im Landeanflug auf den Flughafen Gustavo Rizo ab. Von den 37 Insassen kam einer ums Leben.[47]

- Am 13. Mai 1980 stürzte eine Iljuschin Il-14 der Cubana (CU-T322) während eines Trainingsfluges ab, nachdem die Besatzung die Kontrolle über das Flugzeug verloren hatte. Alle drei Insassen starben.[48]

- Am 19. Januar 1985 stürzte eine Iljuschin Il-18D der Cubana (CU-T899) nahe San José de las Lajas ab, nachdem die Besatzung die Kontrolle über das Flugzeug verloren hatte. Als mögliche Ursache wurden technische Probleme genannt. Das Flugzeug befand sich auf dem Weg von Havanna nach Managua (Nicaragua). Alle 38 Insassen starben.[49]

- Am 11. März 1987 versuchten drei Personen eine Antonow An-24RV der Cubana (CU-T1262) zu entführen. Als die Besatzung das Flugzeug bereit für den Start machte, drohte die drei Entführer mit Handgranaten und verlangten in die Vereinigten Staaten geflogen zu werden. Bei der folgenden Auseinandersetzung mit Passagieren explodierte eine Handgranate. Im Anschluss wurde einer der Entführer von einem Polizisten getötet und die anderen beiden festgenommen. Die restlichen Passagiere überlebten.[50]

- Am 3. September 1989 stürzte eine Iljuschin Il-62M der Cubana (CU-T1281) kurz nach dem Start in Havanna in ein Wohngebiet. Alle 126 Insassen sowie 24 Menschen am Boden starben. Zum Unfallzeitpunkt herrschten starker Regen und Windgeschwindigkeiten von bis zu 40 km/h (siehe auch Cubana-Flug 9646).[51]

- Am 23. März 1990 überschoss eine Antonow An-26 der Cubana (CU-T1436) die Startbahn bei einem abgebrochenen Startversuch am Flughafen Santiago de Cuba. Von den 46 Insassen kamen vier Passagiere ums Leben.[52]

- Am 24. Oktober 1990 verunglückte eine Jakowlew Jak-40 der Cubana (CU-T1202) im Hochland in der Nähe von Santiago de Cuba. 11 der 31 Insassen kamen ums Leben (siehe auch Cubana-Flug 2886).[53]

- Am 14. September 1991 schoss eine Tupolew Tu-154 der Cubana (CU-T1227) auf dem Cubana-Flug 454 bei der Landung auf dem Flughafen Mexiko-Stadt über die Piste hinaus. Dabei streifte die Maschine Signalanlagen, die linke Tragfläche wurde abgerissen und das Flugzeug ging in Flammen auf. Alle 112 Insassen (12 Crewmitglieder, 100 Passagiere) konnten sich über die Notausgänge retten.[54]

- Am 11. Juli 1997 zerschellte eine Antonow An-24 der Cubana (CU-T1262) auf dem Cubana-Flug 787 im Karibischen Meer vor der südöstlichen Küste Kubas, wobei alle 44 Insassen getötet wurden.[55]

- Am 29. August 1998 stürzte eine Tupolew Tu-154 der Cubana (CU-T1264) auf dem Cubana-Flug 389 beim Start kurz nach dem Abheben in Quito ab und ging in Flammen auf. Zuvor brachen die Piloten bereits zwei Startversuche ab. 70 der 91 Insassen sowie 10 Menschen am Boden kamen ums Leben.[56]

- Am 21. Dezember 1999 schoss eine McDonnell Douglas DC-10 der französischen AOM French Airlines (F-GTDI), die für die Cubana betrieben wurde, bei der Landung auf dem Flughafen Guatemala-La Aurora bei nasser Witterung über das Landebahnende hinaus und stürzte einen Abhang hinab. Von den 314 Menschen an Bord starben 16 (siehe auch Cubana-Flug 1216).[57]

- Am 25. Dezember 1999 kollidierte eine Jakowlew Jak-42D der Cubana (CU-T1285) auf dem Flug 310 im Landeanflug auf den Flughafen von Valencia (Venezuela) mit einem Berg. Alle 22 Insassen kamen ums Leben.[58]

- Am 20. April 2008 musste eine Iljuschin Il-62 der Cubana (CU-T1283) auf dem Cubana-Flug 201 von Santo Domingo, Dominikanische Republik nach Havanna zum Ausgangsflughafen zurückkehren und dort notlanden. Nach etwa 40 Seemeilen Flug meldeten die Piloten der vierstrahligen Maschine den Ausfall der Triebwerke 1 und 2 sowie Feuer in Triebwerk 2. Alle 117 Passagiere und Besatzungsmitglieder blieben unverletzt, am Flugzeug entstand irreparabler Sachschaden an Rumpf, Tragflächen und Heckleitwerk.[59]

- Am 18. Mai 2018 stürzte eine Boeing 737-200 Advanced (XA-UHZ) der mexikanischen Fluggesellschaft Global Air (Aerolíneas Damojh, S.A. de C.V.), die von der Cubana gemietet gewesen war, kurz nach dem Start am internationalen Flughafen von Havanna auf ein Feld und ging in Flammen auf. An Bord des Inlandsflugs von Havanna nach Holguín befanden sich 107 Passagiere und 6 Besatzungsmitglieder. Bei dem Unfall kamen 112 Menschen ums Leben. Drei weibliche Passagiere überlebten zunächst schwer verletzt, zwei von ihnen erlagen Tage später ihren Verletzungen (siehe auch Cubana-Flug 972).[60][61][62][63][64]

## Trivia
- Im Kinofilm Der Pate – Teil II flieht Al Pacino alias Michael Corleone aus Havanna an Bord einer Maschine der Cubana.
- Kubas ehemaliger Staatschef Fidel Castro nutzte eine Maschine der Cubana für Staatsreisen. Eine Iljuschin Il-96-300 und eine ATR 42-500 dient auch heute bei bestimmten Anlässen als Präsidentenmaschine.
- Die Serie Treffpunkt Flughafen des ostdeutschen Fernsehens wurde in enger Zusammenarbeit mit der staatlichen Fluggesellschaft der DDR, Interflug, und Cubana gedreht.